# Stadion Oławskiego Centrum Kultury Fizycznej
Stadion Oławskiego Centrum Kultury Fizycznej – wielofunkcyjny stadion w Oławie. Obiekt może pomieścić 3000 widzów. Swoje spotkania rozgrywają na nim piłkarze klubu Moto Jelcz Oława (dawniej Moto Jelcz Oława/MKS Oława), w latach 1974–1992 zespół ten rozegrał łącznie 13 sezonów w II lidze).